# Mohd Hamdan

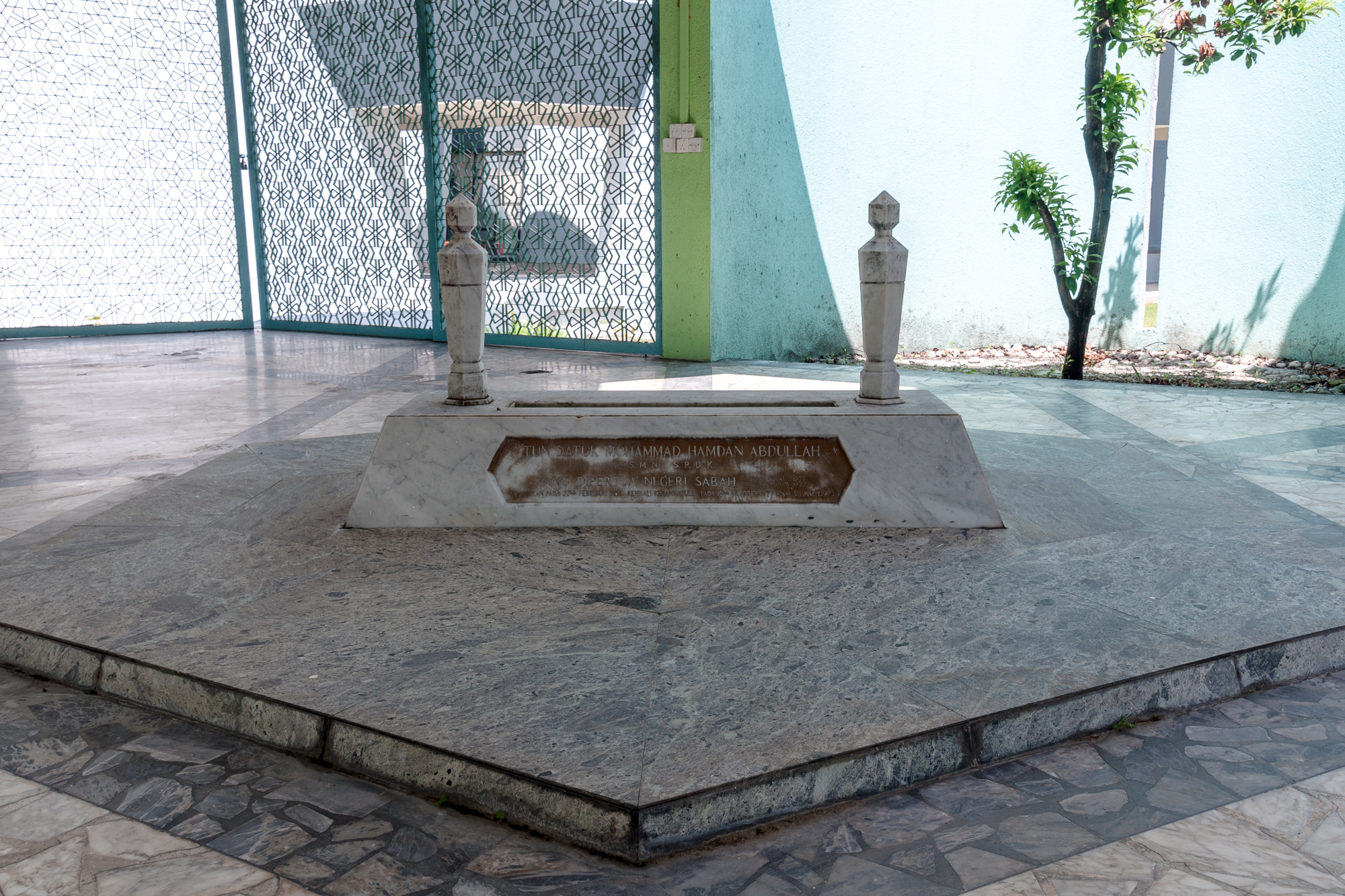
Grab von Mohd Hamdan im Sabah State Mausoleum

T.Y.T. Tun Datuk Mohammad Hamdan Bin Abdullah, SMN, SPDK, PGDK, geboren als Indan Kari (* 22. Februar 1922 in Kampung Labuaya, Tuaran, Britisch-Nordborneo; † 10. Oktober 1977 in Kota Kinabalu, Sabah, Malaysia) war ein Politiker und von 1975 bis 1977 der 4. Yang di-Pertua Negeri Sabah, das zeremonielle Staatsoberhaupt des malaysischen Bundesstaats Sabah.

## Leben
Mohd Hamdan Bin Abdulla wurde als Indan Kari am 22. Februar 1922 in Kampung Labuaya, Tuaran, Britisch-Nordborneo geboren. Er war das zweite von drei Kindern von OKK Kari bin Angur und seiner Frau Boyod Umpun und gehörte zur Ethnie der Lotud, einer in Tuaran beheimateten Untergruppe der Kadazan-Dusun. Sein Vater, der im Polizeidienst der Chartered Company auf Pulau Gaya gedient hatte, starb noch vor seiner Geburt.
Tun Hamdan lebte zunächst bei seiner Tante und seinem Onkel OKK Anggor und besuchte die 5-jährige Grundschule St. John in Tuaran. Von 1935 bis 1940 war er Schüler an der staatlichen weiterführenden Schule von Tuaran. Kurz nach Beendigung seiner Schulzeit trat er am 1. März 1941 als Native Clerk in die Dienste der North Borneo Chartered Company in Tambunan. Am 1. August 1947 wurde er auf Basis der Verordnung Native Administration Ordinance 1937 zum Native Chief Grade II für Tuaran ernannt und war in dieser Funktion für bestimmte Verwaltungs- und Gerichtsangelegenheiten der indigenen Bevölkerung von Tuaran verantwortlich.
Seine langjährigen Erfahrungen mit der einheimischen Bevölkerung, die er während seiner Jahre als Native Clerk gemacht hatte, verhalfen ihm zu Respekt und Anerkennung im Distrikt und führten am 1. Januar 1958 zu seiner Beförderung zum District Chief.
Tun Mohd Hamdan starb noch während seiner Amtszeit am 10. Oktober 1977 im Istana, dem Palast des Staatsoberhauptes in Kota Kinabalu. Seine sterblichen Überreste wurden im Staatsmausoleum bei der Sabah State Mosque in Kota Kinabalu beigesetzt.

## Politische Karriere
Im Rahmen der Vorbereitungen zum Beitritt Sabahs zur Föderation Malaya kam Mohd Hamdan 1962 in Kontakt mit der Partei United Sabah National Organization (USNO), die ihn zuerst in den Vorstand wählte und später zu ihrem Stellvertretenden Vorsitzenden machte.
Am 5. September 1962 vertrat er kurzzeitig Mohd Said bin Keruak als Abgeordneter im Legislative Council, als dieser für vier Monate im Vereinigten Königreich war. Regulärer Abgeordneter wurde er schließlich am 30. Juni 1964. Sein Mandat verteidigte er erfolgreich bei den landesweiten Wahlen 1967. Ab dem 19. Oktober 1968 war er politischer Sekretär des Finanzministers.
Am 1. Dezember 1971 zog er sich aus der aktiven politischen Arbeit zurück. Er gab sein Abgeordnetenmandat und seine Arbeit im Finanzministerium auf, um einer Berufung in den Vorstand des Sabah Padi Board zu folgen. Als Vorsitzender dieser bundesstaatlichen Einrichtung engagierte er sich mit Ausdauer für die Verbesserung der Erträge der Reisbauern, durch Einführung von zwei Kultivationszyklen pro Jahr, optimierter Bewässerung und Mechanisierung der Produktion.
Am 28. Juli 1975 wurde er als vierter Yang di-Pertua Negeri Sabah vereidigt.

## Ehrungen
Eine der höchsten Auszeichnung die der Staat Malaysia zu vergeben hat, wurde ihm am 1. Juni 1977 verliehen: Der Yang di-Pertuan Agong verlieh ihm den Titel Darjah Seri Maharaja Mangku Negara (SMN). Diese Auszeichnung beinhaltet das Recht, den Ehrentitel „Tun“ dem Namen voranstellen zu dürfen.
Mohd Hamdan wurde 1963 mit dem ersten Grad des Darjah Yang Amat Mulia Kinabalu (The Illustrious Order of Kinabalu) ausgezeichnet, der den Titel „Datuk Seri Panglima“ beinhaltet.